# Neversink Reservoir
Neversink Reservoir – zbiornik retencyjny w stanie Nowy Jork, w hrabstwie Sullivan, należący do sieci wodociągowej miasta Nowy Jork, utworzony poprzez wybudowanie zapory wodnej na rzece Neversink, oddany do użytku w 1954 r.
Powierzchnia zbiornika jest równa 1471 akrów (5,95 km2), średnia głębokość to 72,5 stopy (22,1 m). Zbiornik mieści 34 900 000 galonów amerykańskich (132 000 m3). 
Woda wypływa ze zbiornika poprzez Neversink Tunnel i wpływa do Rondout Reservoir.
Ponadto, rzeki uchodzące do zbiornika to: Hollow Brook, Conklin Brook oraz Black Joe Brook.